# Strobilanthes thomsonii
Strobilanthes thomsonii är en akantusväxtart som beskrevs av T. Anders.. Strobilanthes thomsonii ingår i släktet Strobilanthes och familjen akantusväxter. Inga underarter finns listade i Catalogue of Life.